# Eugenetica negli Stati Uniti d'America

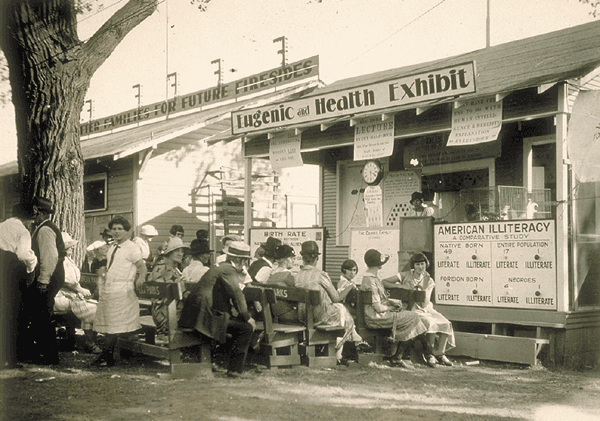
Esposizione eugenetica.

Le teorie e relative applicazioni dell'eugenetica - l'insieme delle credenze e pratiche miranti a migliorare la qualità genetica della popolazione mondiale - hanno svolto un ruolo assai significativo nella storia e nella cultura degli Stati Uniti d'America nel periodo precedente alla sua partecipazione alla seconda guerra mondiale.
L'eugenetica venne praticata molti anni prima dell'istituzione dei programmi dell'eugenetica nazista, che si sono in gran parte ispirati ai lavori americani. L'autore Stefan Kühl ha documentato abbondantemente il consenso alla politica razziale nella Germania nazista e a quelle eugenetiche in altri paesi, inclusi gli USA; egli sottolinea anche il fatto che gli eugenetici compresero molto bene le misure messe in opera dal nazionalsocialismo intendendole come la realizzazione dei loro obiettivi e richieste.
Nel corso dell'Era progressista tra la fine del XIX e l'inizio del XX secolo l'eugenetica venne considerata principalmente come un metodo per preservare e migliorare i gruppi etnici della popolazione predominanti; viene generalmente associata ad elementi del razzismo e del nativismo, in quanto il movimento originario fu in qualche misura una reazione ad un'improvvisa e sostenuta modificazione dell'immigrazione proveniente dal continente europeo piuttosto che dalla scienza genetica.

## Primi sostenitori

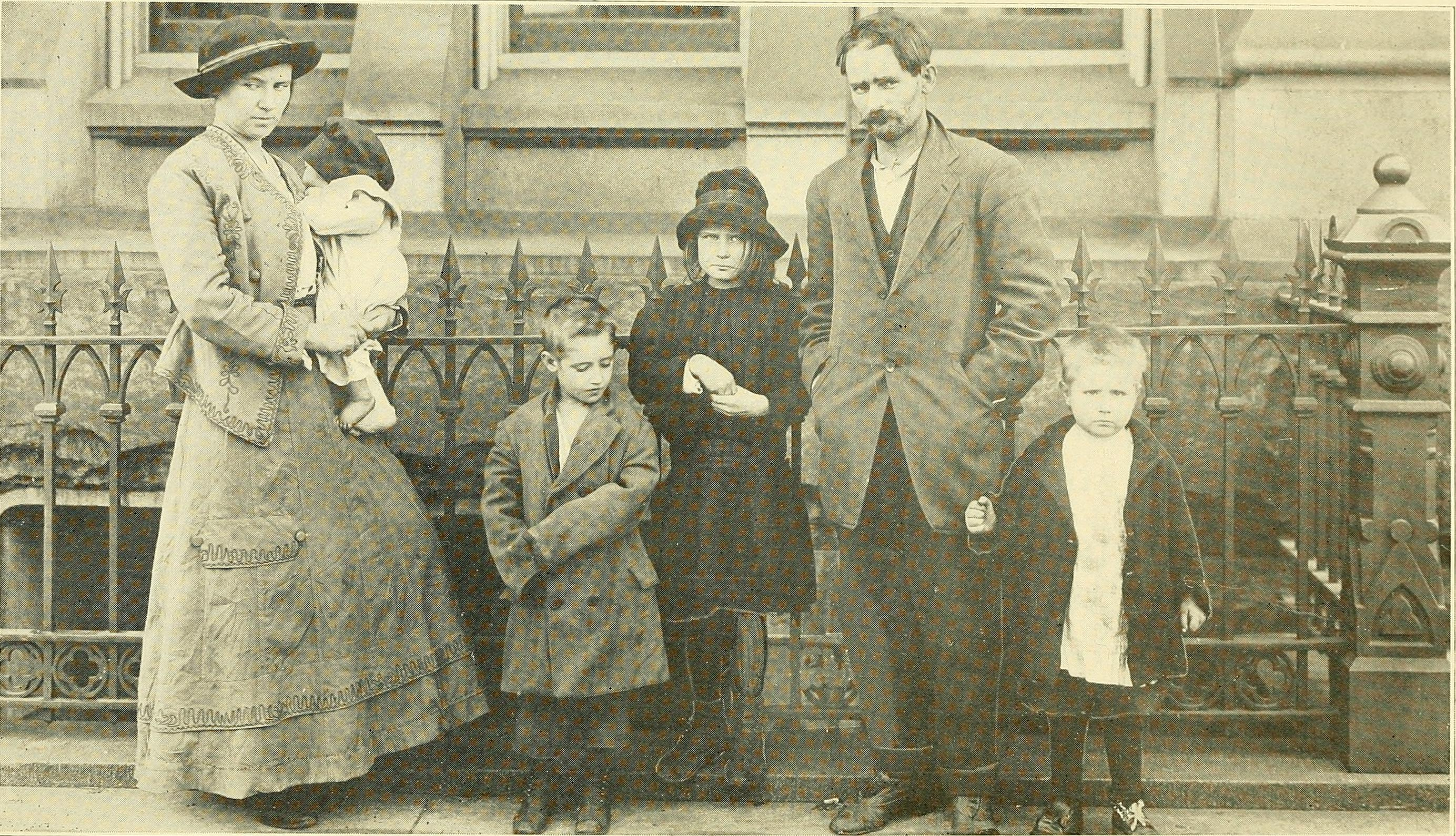
Famiglia di "difettosi mentali" nella Virginia del 1915.

Il movimento eugentico americano si radicò nelle idee del determinismo biologico proposte da Sir Francis Galton negli anni 1880. Galton studiò le classi superiori della Gran Bretagna e giunse alla conclusione che le loro posizioni sociali erano dovute essenzialmente ad un corredo cromosomico e ad un genotipo "superiore"..
I primi sostenitori dell'eugenetica credettero che attraverso un tipo di "allevamento selettivo" la specie umana avrebbe potuto dirigere la propria stessa evoluzione. Tentarono di credere nella superiorità genetica della "razza nordica" comprendente i tedeschi e gli anglosassoni; diedero il loro fondamentale contributo al sostegno di rigorose Legislazioni anti-immigrazione e Leggi contro la mescolanza razziale negli Stati Uniti d'America; sostennero la sterilizzazione obbligatoria di tutti coloro che si trovavano in una condizione di povertà, dei disabili e degli "immorali".
L'eugenetica fu approvata attivamente anche da intellettuali afroamericani come William Edward Burghardt Du Bois, Thomas Wyatt Turner e da molti accademici presso la Tuskegee University, dell'Howard University e dell'Hampton University; tuttavia pensarono che i "neri migliori" fossero buoni tanto quanto i bianchi americani migliori e che i talenti appartenenti a tutte le diverse razze dovessero mescolarsi. Du Bois pensò che "solo i neri migliori dovrebbero procreare per sradicare il patrimonio ancestrale di iniquità morale della razza"".
Il movimento eugenetico americano ricevette estesi finanziamenti provenienti da variegati fondi sociali tra cui la Carnegie Institution for Science, la Fondazione Rockefeller e dal magnate delle ferrovie Edward Henry Harriman. Nel 1906 John Harvey Kellogg fornì i finanziamenti per aiutare a fondare la "Race Betterment Foundation" di Battle Creek (Michigan).
L'"Eugenics Record Office" (ERO) venne creato a Cold Spring Harbor nello Stato di New York nel 1911 dall'allora celebre biologo Charles Davenport, utilizzando il denaro sia della Carnegie che di Harriman. Fino alla fine degli anni 1920 l'ERO rimase una delle organizzazioni leader all'interno del movimento eugenetico americano.
Negli anni a venire esso raccolse una serie di archivi genealogici familiari, concludendo con l'affermazione che colro che si dimostravano inadatti provenivano in larga parte da sfondi socio-economici inferiori. Eugenetici come Davenport, lo specializzato in psicologia Henry Herbert Goddard, Harry Hamilton Laughlin e il conservatore Madison Grant (tutti assai rispettati a quei tempi) cominciarono a proporre diverse soluzioni al problema degli inadatti.
Davenport fu favorevole alle restrizioni migratorie e alla sterilizzazione degli emigranti come metodi primari, Goddard favorì la segregazione razziale negli Stati Uniti d'America nel suo libro intitolato The Kallikak Family: A Study in the Heredity of Feeble-Mindedness; Grant approvò tutto quanto espresso dai colleghi ma aggiungendovi in più anche l'idea del genocidio, con cui si baloccò. L'ERO si trasformerà in seguito nel Cold Spring Harbor Laboratory.
L'eugenetica fu ampiamente accettata tra la comunità accademica statunitense. Entro il 1928 vi saranno ben 376 corsi universitari separati in alcuni dei principali istituti della nazione, arrivando a iscrivere più di 20.000 studenti i quali inclusero l'eugenetica nel proprio curriculum. Ebbe tuttavia anche dei detrattori scientifici, in particolare Thomas Hunt Morgan (uno dei pochi biologi mendeliani a criticarla esplicitamente), anche se la maggior parte di loro si concentrò più su quello che considerarono la cruda metodologia degli eugenetici con la loro interpretazione di quasi tutte le caratteristiche umane come ereditarie, piuttosto che sull'idea stessa di eugenetica.
Già nel 1910 vi fu una grande e dinamica rete di scienziati, riformatori e professionisti impegnati in progetti eugenetici statali; essi promossero attivamente l'istituzione di una legislazione eugenetica. L'"American Breeder's Association" (ABA) - poi "American Genetic Association" - rappresentò la prima corporazione eugenetica statunitense; venne fondata nel 1906 sotto la direzione di Davenport. L'ABA fu formato specificatamente per "indagare e segnalare l'eredità nella razza umana e sottolineare il valore del sangue superiore e la minaccia alla società rappresentata dal sangue inferiore".
Tra gli appartenenti vi si poterono contare Alexander Graham Bell, il preside dell'Università di Stanford David Starr Jordan e Luther Burbank. L'"American Association for the Study and Prevention of Infant Mortality" fu una delle prime organizzazioni a studiare i tassi di mortalità infantile in termini di eugenetica. Reclamarono l'intervento del governo nel tentativo di "promuovere la salute dei futuri cittadini".
Molte tra le esponenti femministe del riformismo sociale non mancarono di richiedere un programma di legalizzazione dell'eugenetica. La "National Association of Colored Women's Clubs", la "Woman's Christian Temperance Union" e la "League of Women Voters" furono solo alcune tra le varietà di organizzazioni femministe statali e locali che a partire da un certo momento in poi fecero gruppo di pressione a favore delle riforme eugenetiche.
Una delle femministe maggiormente di rilievo a sostenere l'agenda eugenetica fu Margaret Sanger, leader del movimento per il controllo delle nascite negli Stati Uniti d'America; Sanger vide la contraccezione come uno dei mezzi principe per impedire ai bambini indesiderati di nascere in una vita svantaggiosa e, per far crescere il movimento nella considerazione dell'opinione pubblica, incorporò nei suoi testi buona parte del linguaggio utilizzato dagli eugenetici.
Sanger tentò anche di scoraggiare la riproduzione di quelle persone che, si credette, avrebbero trasmesso ai figli malattie mentali o gravi difetti fisici. Sostenne la sterilizzazione nei casi in cui il soggetto non fosse in grado di praticare il controllo delle nascite; respinse in ogni caso qualsiasi forma di eutanasia. Per Sanger dovevano essere le donne prese nella loro singolarità e non certo lo Stato a dover determinare se avere o meno un bambino.
Nel profondo Sud le organizzazioni femminili svolsero un ruolo importante nel raccogliere il sostegno alla riforma legale eugenetica. Le loro proposte riconobbero l'influenza socio-politica data dai movimenti per i diritti delle donne nelle comunità meridionali; li usarono per far applicare al meglio l'eugenetica in tutta la regione.
Tra il 1915 e il 1920 i club federati femministi in tutti gli Stati Uniti meridionali giocarono una parte fondamentale nella creazione di istituzioni eugenetiche pubbliche le quali furono segregate sessualmente. Ad esempio il "Comitato legislativo della federazione dei club femministi della Florida" riuscirono con successo a far promuovere l'istituzione di una legge eugenetica per i cosiddetti ritardati mentali; il loro scopo fu quello di separare gli uomini e le donne inadatti per impedire loro di allevare figli che si sarebbero rivelati individui "deboli" come i genitori.
L'accettazione pubblica negli Stati Uniti fu la ragione per cui venne approvata una legislazione eugenetica. Quasi 19 milioni di persone parteciparono all'Esposizione internazionale Panama-Pacifico di San Francisco (1915) aperta da febbraio a dicembre; una fiera dedicata ad esaltare le virtù di una nazione in rapidissima evoluzione e con sviluppi innovativi nei campi scientifico, agricolo, produttivo e tecnologico.
Uno dei soggetti trattati a ricevere un'ampia quantità di tempo e spazio risultò essere quello degli sviluppi concernenti la salute e le malattie, in particolare le aree della medicina tropicale e del "miglioramento razziale" (ossia la promozione degli studi eugenetici). Entrambe le tematiche saranno classificate tra i momenti principali della fiera, sinonimi di avanzamento della civiltà. Agli occhi del pubblico queste aree di studio vennero entrambe rappresentate sotto la bandiera progressista del miglioramento e furono fatte sembrare come plausibili corsi d'azione miranti ad una società civile migliore.
A partire dal Connecticut nel 1896 molti Stati adottarono leggi matrimoniali con criteri eugenetici, proibendo a chiunque fosse affetto da "epilessia, imbecillità o debolezza di mente" di sposarsi.
Il primo Stato ad introdurre una proposta di sterilizzazione forzosa fu il Michigan nel 1897, ma il disegno di legge non riuscì a raccogliere abbastanza voti tra i legislatori per essere adottata. Nel 1905 la Pennsylvania promulgò una legge per la sterilizzazione la quale incontrò però il veto del governatore. L'Indiana divenne il primo tra gli Stati federati degli Stati Uniti d'America ad attuare una legislazione di sterilizzazione nel 1907, seguita da Washington e dalla California nel 1909.
I tassi di sterilizzazione in tutto il paese rimasero relativamente bassi (ad eccezione della California) fino al caso Buck contro Bell trattato dalla Corte suprema degli Stati Uniti d'America nel 1927; la sentenza legittimò la sterilizzazione forzata dei pazienti in un istituto della Virginia per ritardati mentali. Il numero di casi eseguiti annualmente aumentò fino a quando un altro giudizio, Skinner contro Oklahoma, nel 1942 complicò la situazione legale decidendo contro la sterilizzazione dei criminali se la clausola di parità garantita dalla Costituzione degli Stati Uniti d'America fosse stata violata; ciò, se si doveva effettuare la sterilizzazione, allora non potevano esserne esentati i cosiddetti "criminali dei colletti bianchi".
La California rimase sempre all'avanguardia del movimento eugenetico statunitense, eseguendo 20.000 sterilizzazioni annuali (1/3 di quelle dell'intera nazione) dal 1909 fino agli anni 1960.
Il programma eugenetico della Carolina del Nord, funzionante dal 1933 al 1977, risultò nei fatti il più aggressivo tra quelli dei 32 Stati che ne avevano uno. Un Quoziente d'intelligenza inferiore a 70 significò che la sterilizzazione fosse quantomai appropriata; l'"Eugenics Board of North Carolina" approvò quasi sempre le proposte presentate loro dai consigli locali d'assistenza sociale. Solo la Carolina del Nord diede agli assistenti sociali il potere di designare le persone più idonee alla sterilizzazione.
Wallace Hamilton Kuralt, uno dei membri più influenti del governo statale scrisse nel marzo del 1967 nel proprio diario del consiglio d'amministrazione dello Stato: "ecco, finalmente, un metodo per prevenire gravidanze indesiderate in una maniera accettabile, pratica e poco costosa... I poveri adottarono prontamente le nuove tecniche per il controllo delle nascite". 

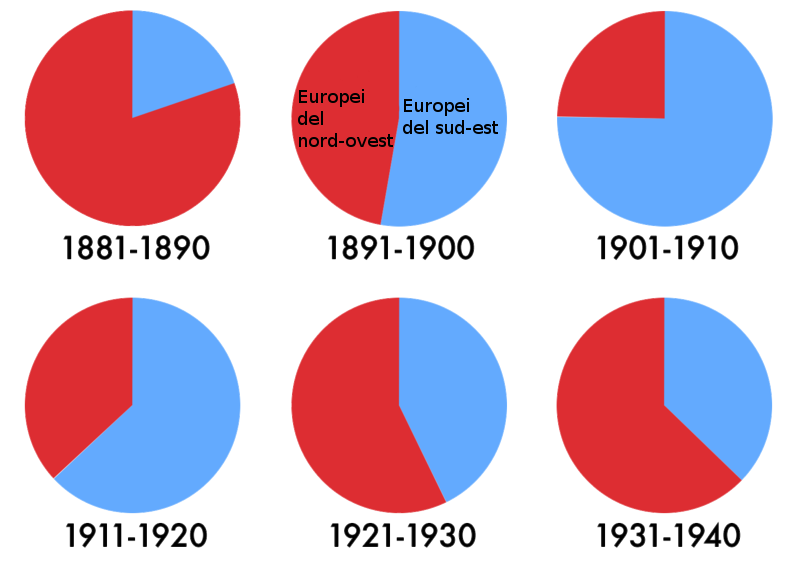
Immigrazione europea in direzione degli Stati Uniti fra il 1881 e il 1940.

## Individui non idonei e adatti
Sia il ceto sociale che la "razza" furono coinvolti nelle definizioni eugenetiche di "fit" e "unfit". Utilizzando i test sul quoziente d'intelligenza gli eugenetici statunitensi affermarono che la mobilità sociale fosse un dato indicativo della propria "salute e benessere genetico".
Ciò non fece altro che riaffermare la classe esistente e le gerarchie razziali e fornì così la risposta sul perché la classe superiore e il ceto medio fossero in prevalenza appartenenti ai bianchi americani. Lo status di classe medio-alta fu in tal modo un chiaro indicatore dei "ceppi superiori". Dall'altra parte si credette che la povertà fosse invero una caratteristica dell'inferiorità genetica, il che significò che quelli ritenuti inadatti furono prevalentemente membri delle classi inferiori.
Poiché lo status classista si rilevava essere una designazione un po' migliore rispetto ad altre, gli eugenetici trattarono in modo altamente discriminatorio le donne di classe superiore e quelle della classe operaia. I fautori dell'eugenetica positiva, che promossero la procreazione tra gli esponenti più "sani" della società, incoraggiarono le donne di classe media ad avere più figli.
Tra il 1900 e il 1960 gli eugenetici si appellarono esclusivamente alle donne bianche di classe media perché divenissero più aperte nei confronti di una "mentalità familiare", aiutando in tal modo meglio l'evoluzione razziale. A questo scopo spesso negarono la sterilizzazioe e la stessa contraccezione alle donne di classe medio-alta.
Poiché lo stato d'indigenza venne strettamente associato alla prostituzione e all'"idiozia mentale", le donne delle classi inferiori risultarono le prime ad essere considerate come inadeguate e promiscue.

## Programmi eutanasici
L'esponente del giornalismo investigativo Edwin Black ha riportato che una delle metodologie che vennero suggerite per sbarazzarsi dei "difetti germinativi e sanguigni" fu l'eutanasia. Un rapporto del Carnegie Institution for Science del 1911 esplorò 18 metodi per rimuovere gli attributi genetici difettosi e l'8° di questi era proprio l'eutanasia attiva; la pratica generalmente suggerita per ottenerla fu quella di costruire camere a gas locali.
Tuttavia molti dei movimenti eugenetici non credettero che gli americani fossero ancora pronti a far attuare un programma di eutanasia su larga scala, per cui molti medici furono costretti ad inventarsi modi sottili per poter fare eseguire l'eutanasia eugenetica in varie istituzioni ospedaliere. A Lincoln (Illinois) il centro per malati mentali alimentava i pazienti in arrivo con latte infetto da tubercolosi, con conseguente tasso di mortalità annuale del 30-40%. Altri medici praticarono l'eutanasia attraverso varie forme di abbandono e negligenza nelle cure.
Nel corso degli anni 30 vi fu un'ondata di ritratti di personaggi che eseguivano "uccisioni misericordiose" nei film americani, ma anche nei quotidiani e nelle riviste. Nel 1931 l'Associazione medica di omeopatia dell'Illinois iniziò ad attuare gruppo di pressione per ottenere il diritto di sottoporre ad eutanasia l'imbecillità e altri difetti considerati congeniti. L'"Euthanasia Society of America" sarà fondata nel 1938.
Nel suo complesso tuttavia l'eutanasia venne emarginata negli Stati Uniti, motivando invece gli attivisti a trasformare i loro programmi in direzione della segregazione razziale negli Stati Uniti d'America, delle Leggi contro la mescolanza razziale negli Stati Uniti d'America e della sterilizzazione obbligatoria come mezzi per impedire agli inadatti di riprodursi.

## Concorsi per bambini migliori
Nei primi anni del XX secolo Mary deGormo, ex docente d'istruzione primaria, riuscì a coniugare le idee sulle norme sanitarie e il quoziente d'intelligenza ai concorsi e fiere statali sotto forma di "Better baby"; sviluppò la prima competizione di queto tipo, il "Scientific Baby Contest" per la fiera della Louisiana a Shreveport nel 1908. Interpretò tali gare come un contributo al movimento di "efficienza sociale" la quale sosteneva la standardiddazione di tutti gli aspetti della vita americana come un mezzo per accrescere la produttività.
DeGormo venne aiutata dallo specializzato in pediatria Jacob Bodenheimer, che aiutò a produrre schede di classificazione per i concorrenti, combinando misure fisiche con misurazioni standardizzate dell'intelligenza; il punteggio si basò su un sistema di deduzione in quanto ogni bambino iniziava a 1.000 punti per poi scendere da una prova all'altra per ottenere misure che erano al di sotto di una media indicativa. Il bambino rimasto con più punti e le minori sconfitte risultava essere l'ideale.
L'argomento della standardizzazione (la norma tecnica) attraverso il giudizio rimase un'idea presa molto seriamente e, seppur intesa gravemente agli occhi della comunità scientifica, molto spesso fu semplicemente sottovalutato come una semplice "moda passeggera" o tendenza popolare. Ciononostante tempo, sforzi e denaro vennero profusi in questi concorsi ed il sostegno ottenuto da tutta una serie di esperti del campo arrivò ad influenzare le idee popolari e le pratiche governative sia locali che statali.
La stessa National Association for the Advancement of Colored People promosse l'eugenetica ospitando alcuni di questi concorsi "Better baby"; il ricavato sarebbe andato alla campagna contro il linciaggio negli Stati Uniti d'America.

## Miglioramento della famiglia del futuro
Nel 1920 presso la fiera annuale del Kansas fecero la prima apparizione le competizioni denominate "Fitter Family"; esse continueranno a svolgersi fino alla seconda guerra mondiale. Mary T. Watts e la dottoressa Florence Brown Sherbon, entrambe iniziatrici del concorsi per bambini nello Iowa, ripresero l'idea di un'eugenetica positiva nei confronti dei neonati e la combinarono con un concetto di determinismo biologico, dando così vita a competizioni in cui si sarebbero dovute affrontare famiglie differenti per status socio-economico.
Vi furono varie categorie che vennero giudicate tra cui la dimensione familiare e l'attrattiva generale e la salute, che contribuirono a determinare la probabilità di avere bambini sani. Queste gare furono molto semplicemente una continuazione dei concorsi "Better baby" che promuovevano certe qualità fisico-psichiche. All'epoca si credette fermamente che alcune caratteristiche comportamentali fossero geneticamente ereditate dai genitori; ciò condusse all'aggiunta di diverse categorie di giudizio tra cui generosità, capacità di auto-sacrificio e qualità dei legami familiari.
Vi erano inoltre però anche caratteristiche negative che venivano giudicate come l'egoismo, la gelosia, la diffidenza, la mancanza di temperanza e la crudeltà; la malnutrizione, l'alcolismo e la paralisi furono tra i pochi altri tratti inclusi come caratteri fisici da giudicare quando si esaminavano i genitori e la linea ereditaria.
I medici e gli specialisti del settore avrebbero in seguito emesso il verdetto; le competizioni furono originariamente sponsorizzate dalla Croce Rossa. Ai vincitori dei concorsi venne assegnata una medaglia di bronzo e una coppa soprannominata "coppa Capper" dal nome dell'allora governatore del Kansas nonché membro del Senato degli Stati Uniti Arthur Capper il quale fu designato a consegnarle agli individui risultati migliori (di "grado A").
Vi furono anche alcuni vantaggi nel mettersi a gareggiare in quanto i concorsi fornirono un modo per le famiglie di ottenere un controllo gratuito della salute da parte di un medico competente, nonché un qual certo orgoglio e prestigio che proveniva dall'eventuale vittoria.
Entro il 1925 l'"Eugenics Records Office" distribuì test in forma standardizzata per giudicare le famiglie da un punto di vista eugenetico; saranno utilizzati per svolgere concorsi in vari Stati federati degli Stati Uniti d'America.

## Planned Parenthood e comunità afroamericana
Le preoccupazioni riguardanti l'eugenetica si accrebbero all'interno della comunità afroamericana a seguito dell'attuazione del "Negro Project" nel 1939 proposto da Margaret Sanger la quale era la fondatrice della Planned Parenthood. In questo piano Sanger offrì il controllo delle nascite alle famiglie nere statunitensi per dar loro la possibilità di avere una vita migliore rispetto a quella che si stava sperimentando all'epoca.
Rilevò anche che il progetto venne proposto per potenziare l'autonomia delle donne e loro diritti riproduttivi. Venne spesso ricercato il sostegno da parte di leader neri con l'intento di diffondere le conoscenze relative alla contraccezione e agli effetti positivi percepiti che avrebbero avuto sull'intera comunità, come la povertà e la mancanza d'istruzione.
A causa di questo fatto Sanger ritenne che i ministri religiosi afroamericani del Sud avrebbero potut essere utili per ottenere la fiducia della maggioranza delle persone svantaggiate, poiché La "Chiesa nera" rimase sempre un pilastro all'interno della comunità.
Inoltre i leader politici come William Edward Burghardt Du Bois vennero citati nella proposta del progetto la quale criticò i neri per il fatto di avere troppi figli e di essere meno intelligenti delle loro controparti bianche: "...la massa dei negri ignoranti continua a crescere in modo disonesto e disastroso, cosicché l'aumento tra i negri, ancor più che quello tra i bianchi, fa parte della popolazione meno intelligente, idonea e capace di allevare opportunamente i propri figli".
Anche se il "Negro Project" ricevette molte lodi da parte dei leader bianchi e degli eugenetici del tempo, è importante anche far notare che Sanger volle chiarire le preoccupazioni inerenti alle quali interpretarono un tale progetto come tentativo di ridurre drasticamente il numero degli afroamericani. A seguito di ciò ricevette il sostegno attivo di protagonisti importanti della comunità nera quali Mary McLeod Bethune e Adam Clayton Powell Jr. Questi e molti altri avrebbero poi servito nel "Negro National Advisory Council" della "Planned Parenthood Federation of America" a partire dal 1942.
Nonostante ciò molti attivisti contemporanei criticano Sanger per aver praticato l'eugenetica nella comunità afroamericana. Angela Davis, leader associata alle Pantere Nere, ha affermato che Sanger mirò alla riduzione della popolazione afroamericana; "reclutando attivamente i ministri neri per guidare i comitati locali di controllo delle nascite, la proposta suggerì nei fatti che la popolazione nera avrebbe dovuto essere resa più vulnerabile alla propaganda del controllo delle nascite".

## Influenza sulla Germania nazista
Dopo che il movimento eugenetico si fu ben consolidato negli Stati Uniti d'America cominciò a diffondersi anche nell'allora repubblica di Weimar. Gli eugenetici californiani iniziarono a produrre una letteratura che promuoveva l'eugenetica e la sterilizzazione obbligatoria e ciò venne trasmesso agli studiosi e ai medici professionisti tedeschi. Nel 1933 la California aveva sottoposto a sterilizzazione più persone che tutti gli altri Stati federati messi insieme; il programma progettato dalla Germania nazista venne in gran parte ispirato dalla pratica messa in atto in California.
La Fondazione Rockefeller contribuì a finanziare e sviluppare diversi programmi eugenetici tedeschi, compreso quello su cui lavorò Josef Mengele prima di essere nominato "dottor morte" nel campo di concentramento di Auschwitz a causa dei suoi esperimenti nazisti su esseri umani.
Al suo ritorno da una visita in Germania nel 1934, dove più di 5.000 persone al mese erano state forzate alla sterilizzazione, il leader degli eugenetici californiani C. M. Goethe si vantò con un collega dicendo: "sarai interessato a sapere che il tuo lavoro ha giocato un ruolo importante nella definizione delle opinioni del gruppo di intellettuali che stanno dietro ad Adolf Hitler in questo programma epocale. Ovunque ho sentito che le loro opinioni sono state estremamente stimolate dal pensiero americano... Voglio che tu, caro amico, per portare con te questo pensiero per il resto della tua vita, sappia che sei fortemente coinvolto nell'azione di un grande paese di più di 60 milioni di persone".
Il ricercatore Harry Hamilton Laughlin vantò spesso che le sue leggi di sterilizzazione basate sul modello eugenetico (Racial Integrity Act of 1924) erano state implementate nelle Leggi di Norimberga nella loro qualità di "igiene razziale". Nel 1936 Laughlin sarà invitato ad una cerimonia di premiazione presso l'Università di Heidelberg (prevista per celebrare degnamente il secondo anniversario della cacciata di tutti gli ebrei dalla facoltà) per ricevere un dottorato onorario per il lavoro compiuto sulla "scienza della pulizia razziale".
A causa delle limitazioni finanziarie Laughlin non fu un grado di parteciparvi fisicamente, dovette pertanto limitarsi a ricevere il premio tramite l'Istituto
Rockefeller; successivamente condivise orgogliosamente il premio con i suoi colleghi, osservando che riteneva che ciò simboleggiasse "la comprensione comune degli scienziati tedeschi e americani della natura dell'eugenetica".
Lo storico ebreo americano Henry Friedlander ha scritto che, sebbene i movimenti eugenetici tedeschi e americani fossero del tutto simili, gli Stati Uniti non seguirono lo stesso pendio scivoloso (la fallacia della brutta china) del nazionalsocialismo in quanto "il federalismo e l'eterogeneità politica hanno incoraggiato la diversità di idee anche all'interno di un unico gruppo".
Al contrario il movimento eugenetico tedesco rimase molto più centralizzato e non contenne in se stesso tante idee iverse come accadde invece per il movimento americano. A differenza degli statunitensi la "Società tedesca per l'igiene razziale" fu l'unica pubblicazione ufficiale e rappresentò tutti gli eugenetici tedeschi fin dall'inizio del XX secolo.
Dopo il 1945 tuttavia gli storici hanno cercato di ritrarre il movimento degli eugenetici statunitensi come "distinti e distanti" rispetto alle loro controparti naziste. L'autore Jon Entine ha scritto che l'eugenetica significa semplicemente "buoni geni" e che usarla come sinonimo di genocidio è "una distorsione troppo comune della storia sociale della politica genetica degli Stati Uniti". Secondo Entine l'eugenetica si è sviluppata direttamente dall'Era progressista e non dalla soluzione finale della questione ebraica.

### Approfondimenti
- Allen, Garland E., The role of experts in scientific controversy, in Engelhardt, Hugo Tristram & Caplan, Arthur L. (a cura di), Scientific controversies: case studies in the resolution and closure of disputes in science and technology, Cambridge University Press, 1987,  pp. 169-202, ISBN 978-0-521-27560-6.
- Barkan, Elazar, The Retreat of Scientific Racism: Changing Concepts of Race in Britain and the United States Between the World Wars, Cambridge University Press, 1993, ISBN 978-0-521-45875-7.
- Bashford, Alison & Levine, Philippa (a cura di), The Oxford Handbook of the History of Eugenics, Oxford University Press, 2010, ISBN 978-0-19-537314-1.
- Bauman, Zygmunt, Modernity and the Holocaust, Cornell University Press, 2000, ISBN 978-0-8014-8719-4.
- Black, Edwin, War against the weak: eugenics and America's campaign to create a master race, Thunder's Mouth Press, 2004, ISBN 978-1-56858-321-1.
- Cuddy, Lois A. & Roche, Claire M. (a cura di), Evolution and eugenics in American literature and culture, 1880–1940: essays on ideological conflict and complicity, Bucknell University Press, 2003, ISBN 978-0-8387-5555-6.
- Currell, Susan, Popular eugenics: national efficiency and American mass culture in the 1930s, Ohio University Press, 2006, ISBN 978-0-8214-1692-1.
- Dowbiggin, Ian Robert, Keeping America sane: psychiatry and eugenics in the United States and Canada, 1880–1940, Cornell University Press, 1997, ISBN 978-0-8014-8398-1.
- Gould, Stephen Jay, The Mismeasure of Man, 2nd, revised, W.W. Norton & Company, 1996, ISBN 978-0-393-31425-0.
- Haller, Mark H., Eugenics: Hereditarian Attitudes in American Thought, Rutgers University Press, 1963.
- Hansen, Randall and King, Desmond (eds.), Sterilized by the State: Eugenics, Race, and the Population Scare in Twentieth-Century North America. New York: Cambridge University Press.
- Hasian, Marouf Arif, The rhetoric of eugenics in Anglo-American thought, University of Georgia Press, 1996, ISBN 978-0-8203-1771-7.
- Kline, Wendy, Building a Better Race: Gender, Sexuality, and Eugenics from the Turn of the Century to the Baby Boom, University of California Press, 2005, ISBN 978-0-520-24674-4.
- Kohn, Marek, The Race Gallery: The Return of Racial Science, London, Jonathan Cape, 1995.
- Larson, Edward J., Sex, Race, and Science: Eugenics in the Deep South, JHU Press, 1996, ISBN 978-0-8018-5511-5.
- Lusane, Clarence, Hitler's black victims: the historical experiences of Afro-Germans, European Blacks, Africans, and African Americans in the Nazi era, Psychology Press, 2002, ISBN 978-0-415-93295-0.
- Maxwell, Anne, Picture Imperfect: Photography and Eugenics, 1870–1940[collegamento interrotto], Sussex Academic Press, 2010, ISBN 978-1-84519-415-4.
- McCann, Carole Ruth, Birth control politics in the United States, 1916–1945, Cornell University Press, 1999, ISBN 978-0-8014-8612-8.
- Mendelsohn, Everett, The Eugenic Temptation: When ethics lag behind technology, in Harvard Magazine, marzo–aprile 2000.
- Rafter, Nicole Hahn, White Trash: The Eugenic Family Studies, 1877–1919, Northeastern University Press, 1988, ISBN 978-1-55553-030-3.
- Reilly, Philip R., The Surgical Solution: A History of Involuntary Sterilization in the United States, Johns Hopkins University Press, 1991, ISBN 978-0-8018-4096-8.
- Rosen, Christine, Preaching eugenics: religious leaders and the American eugenics movement, Oxford University Press, 2004, ISBN 978-0-19-515679-9.
- Ross, Loretta, Eugenics: African-American Case Study—Eugenics and Family Planning, in Routledge International Encyclopedia of Women: Education: Health to Hypertension, Vol. 2, Psychology Press, 2000,  p. 638, ISBN 978-0-415-92089-6.
- Johanna Schoen, Choice and Coercion: Birth Control, Sterilization, and Abortion in Public Health and Welfare, Chapel Hill, NC, University of North Carolina Press, 2005, ISBN 978-0-8078-5585-0.
- Rickie Solinger, Pregnancy and Power: A Short History of Reproductive Politics in America, New York, NY, NYU Press, 2005, ISBN 978-0-8147-9828-7.
- Smith, J. David., The Eugenic Assault on America: Scenes in Red, White and Black, George Mason University Press, 1993, ISBN 978-0-913969-53-3.
- Spiro, Jonathan P., Defending the Master Race: Conservation, Eugenics, and the Legacy of Madison Grant, University of Vermont Press, 2009, ISBN 978-1-58465-715-6.
- Tucker, William H., The funding of Scientific Racism: Wickliffe Draper and the Pioneer Fund, University of Illinois Press, 2007, ISBN 978-0-252-07463-9.